# 乳齒螈屬
乳齿螈（学名：Mastodonsaurus）也称虾蟆螈，是一种古两栖动物，为一种大型离片椎类动物，体长可达4－5米以上。头部巨大、扁平，呈三角形。生活在水中。化石发现在欧洲的三叠纪地层中。

## 描述

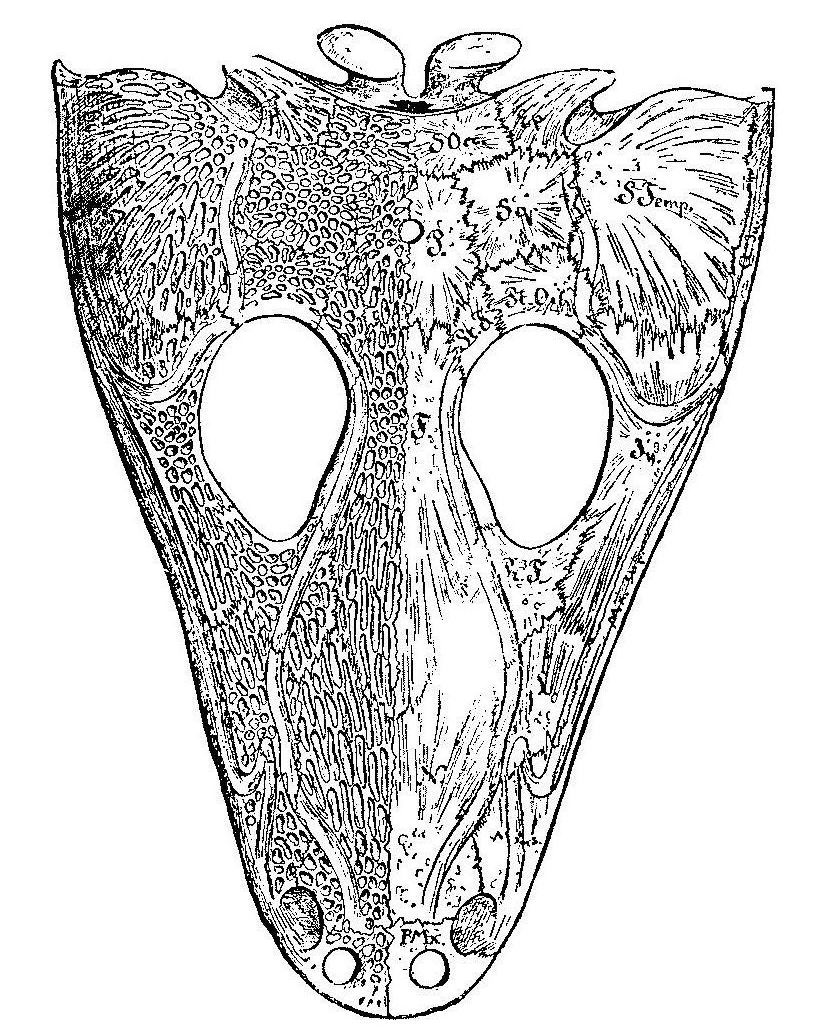
乳齿螈的头骨，显示其头骨顶部的颅顶眼与眼眶，鼻孔和为下颌獠牙穿过的开口，以及脸上的感知用沟以及耳凹和从头骨后端连接脖子脊椎的髁骨。头骨左半边显示了其粗糙且坑坑洼洼的质地，右半边显示了组成头骨的独立部分。

与其他巨头螈类类似，该物种的头为三角形，其最大标本的头部约长1.5米。头骨表面上被称为沟（sulci）的狭窄凹槽表明它拥有能够探测水下振动和压力的感觉器官，类似鱼类的侧线。椭圆形眼眶位于头骨终端，鼻孔位于吻端，小耳洞(耳凹otic notches)在颅骨后部的两侧凹陷。该物种头骨上具有普遍存在于离片椎目的坑洞或脊，这种粗糙的装饰的功能还不完全清楚。和其他巨头螈类一样，乳齿螈具有位于顶骨上，眼眶后的颅顶眼，具有感光能力且与松果体相连以调节昼夜睡眠周期和与体温相关的激素产生。
其上颚两侧排列着双排圆锥形小齿，而下颚则有单排类似的小齿。当乳齿螈闭上嘴时，上下排列的小而窄的牙齿可以像陷阱一样捕捉小猎物。上颚的顶端有一组较大的牙齿。在头骨下侧腭前端的这些牙齿后面是一组小牙齿和多对大尖牙或长牙(总共约8颗)。两颗獠牙从下颚的末端突出，穿过上颚的开口，当下颚关闭时，从鼻孔前面的头骨顶部露出。
骨骼中椎骨的确切数量仍然未知，但最近的研究表明，乳齿螈有大约28块躯干椎骨和一条相对较长的尾巴，这是从早期重建中假设的矮胖体型且具有短尾巴的复原修改而来的 。最大个体的总长度约为4至6米(13至20英尺)。长达14厘米(6英寸)的孤立牙齿表明，老年个体长得甚至更大。

## 古生物学

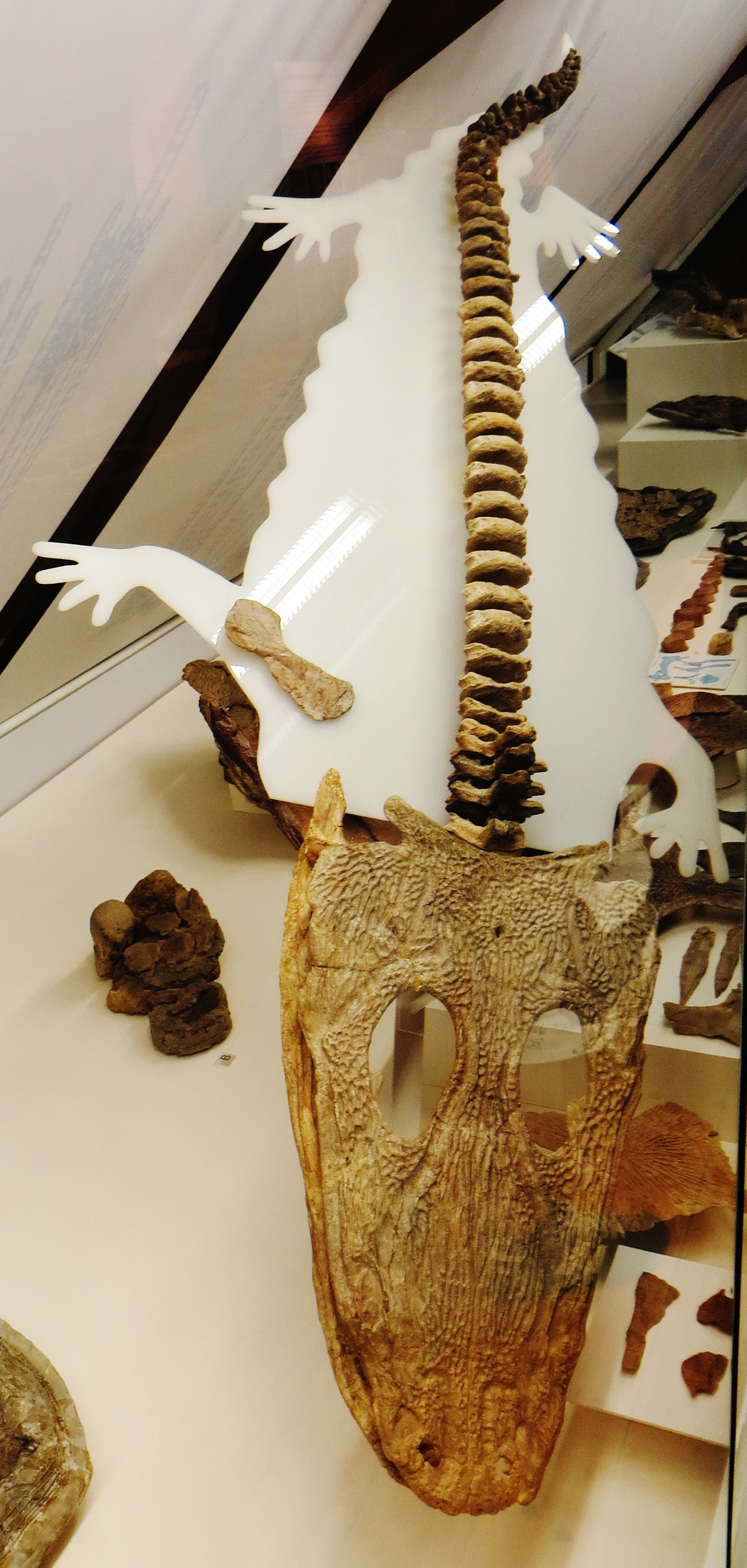
巨人乳齿螈的化石残骸，位于壳灰岩博物馆（The Muschelkalkmuseum）

乳齿螈的四肢明显缩短，强壮的尾巴和头上的沟状器官表明它们是一种水生动物，很少在陆地上活动。乳齿螈可能完全无法离开水，因为已经发现的大量骨骼表明，在干旱时期，当池塘干涸时，会发生种群的集体死亡。它们可能通常居住在淡水到半咸水沼泽，湖泊和河流三角洲。在海洋沉积物中发现的头骨化石表明，它们有时也可能进入了更偏咸水的环境。
乳齿螈可能具有加厚的强壮尾巴，且具有肉质鳍用于推进。强壮的尾巴加上小四肢，由长而宽的重叠肋骨加固的躯干部分，以及超重的骨头表明乳齿螈可能是一种潜伏在水底等待猎物的水生伏击捕食者，用它的巨嘴和尖牙在尾巴的推动下进行突然、快速的攻击。
基于关于粪化石的研究，乳齿螈主要以鱼类为食。一些较小的离片椎类化石带有类似乳齿螈的动物留下的齿痕，并且有证据表明乳齿螈的成年个体可能会以青年个体为食。它们可能也吃陆生动物，如冒险进入或沿着水边的小型主龙。乳齿螈骨骼上的咬痕表明，大型陆地主龙撕蛙鳄属可能会积极捕食这种巨型两栖动物，在干旱期间进入水中或攻击被困在水池中的个体。
除了头骨和下颚，乳齿螈的大部分骨骼直到最近才为人所知。从19世纪到20世纪，科学和流行的资料都继续描述乳齿螈有一个矮胖的，像青蛙一样的身体和一条短尾巴，包括本杰明·瓦特豪斯·郝金斯在1854年于水晶宫的“迷齿螈”"Labyrinthodon"雕塑等。  1996年在美国自然历史博物馆脊椎动物起源馆展出的一个活体大小的模型也修复了乳齿龙，它有短而宽的身体和短尾巴，因此推测能够在陆地上爬行。 
1977年，在德国南部城镇库普弗采尔附近的一个筑路工地发现了新的重要乳齿螈化石，包括保存完好的头骨和身体各部分的断裂骨骼，在道路恢复施工之前，经过三个月的工作，发现了数千块化石，除乳齿螈外还包括柳胸螈属，撕蛙鳄属等以及许多鱼类。 
在库普弗采尔发现的大量标本记录了乳齿螈的生长阶段，头骨长度从30厘米(12英寸)到125厘米(50英寸)不等。全椎亚目缺乏真正的幼体发育阶段，乳齿螈遵循缓慢、保守的个体发育模式，随着它的生长，变化相对较小，因此小的幼体会与成年体相似。

## 历史和词源

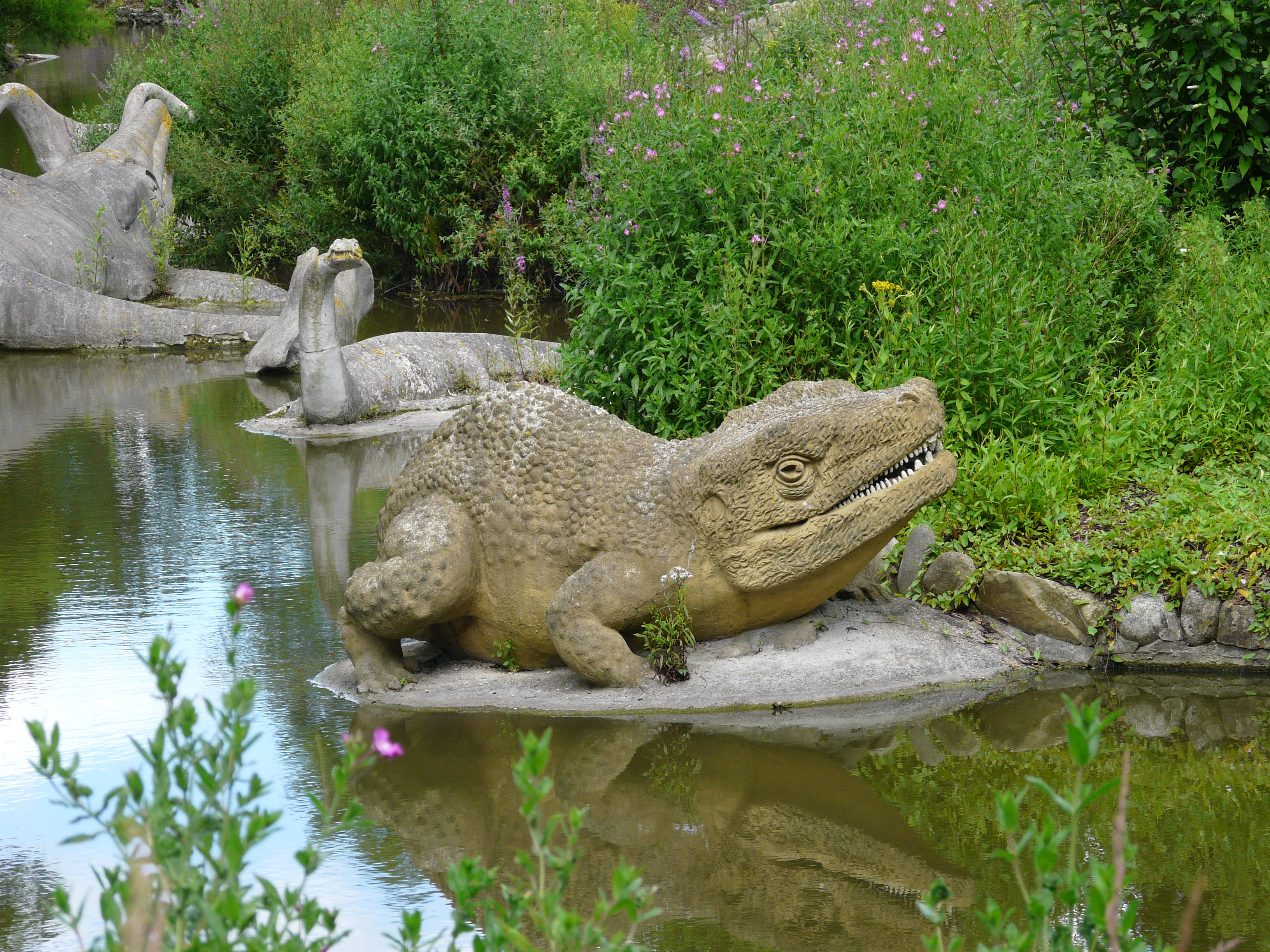
水晶宮的「迷齒螈」模型

一位德国古生物学家，格奥尔格·弗里德里希·冯·耶格（Georg Friedrich von Jaeger）基于发现于南德国巴登-符腾堡盖尔多夫的单个有垂直条纹，尖端磨损的大锥形尖牙，于1828年提出了“乳齿螈”的名字，耶格认为这颗大牙(保存下来的长约10.4厘米(4.1英寸)的尖牙)属于一种巨型爬行动物，锯齿状的缺失尖端是一种独特的自然特征，从上面看，就像中间有一个小洞的乳头或乳头。 该屬名衍化自古希臘文，“μαστός /mastos”意為「乳房」+“ὀδούς /odous”意為「牙齒」+“σαυρος/sauros”意為「蜥蜴」。但耶格并未在当时并未给乳齿螈提供模式种种名。

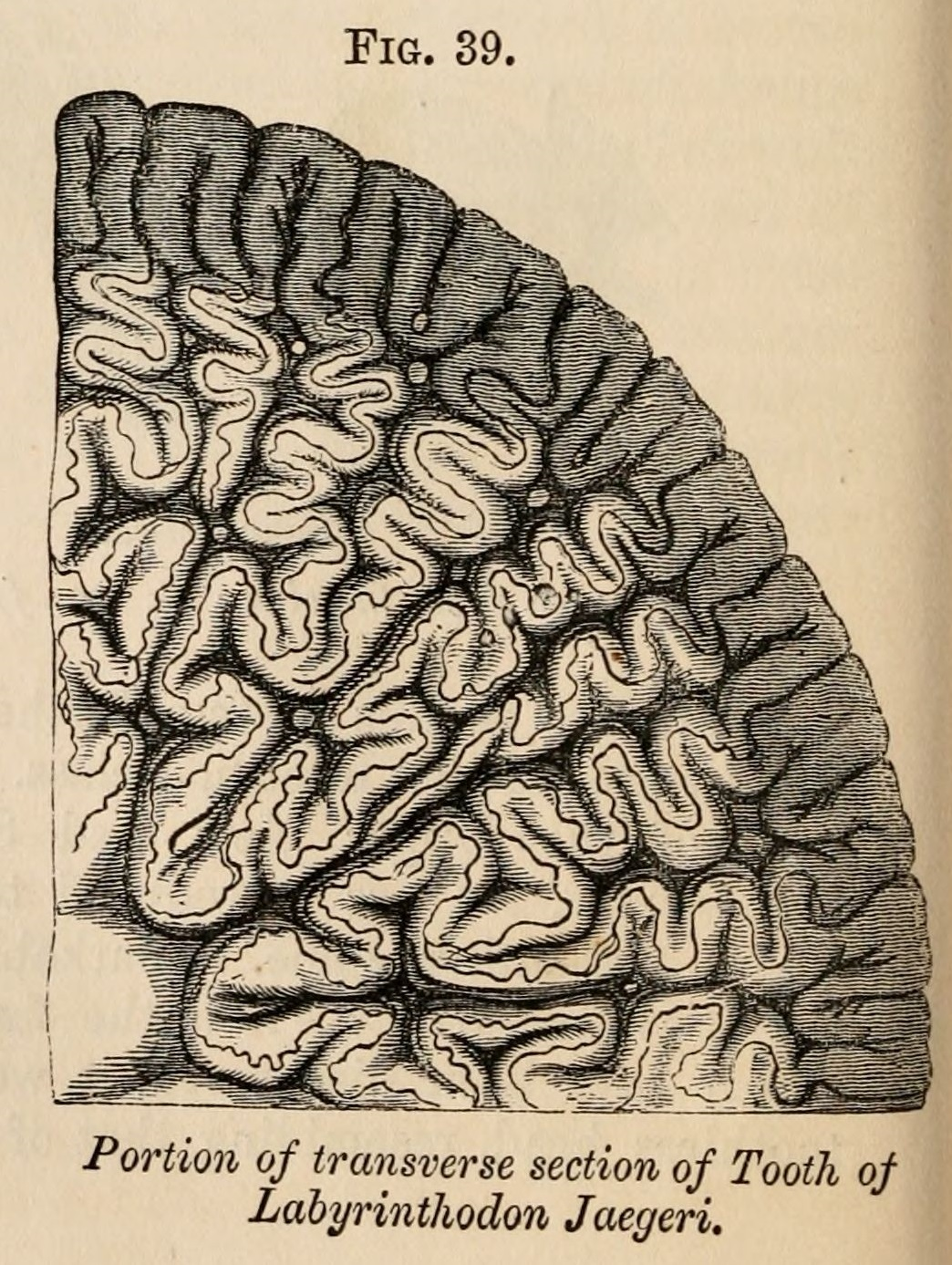
“迷齿螈”（即乳齿螈）牙齿复杂内部结构的插图，19世纪

同样在1828年，耶格鉴定了在同一地区发现的一个大头骨的部分背部，认为它来自一种两栖类动物，因为其枕骨髁具有双重关节。他给这种生物起了一个二名法学名：“Salamandroides giganteus”（属名意为“类似蝾螈的动物”，种名意为“巨大的”）这块化石后来被确认属与乳齿螈。乳齿螈这个名字可能会导致了对其本意的混淆，如英国古生物学家理查德·欧文曾指出，该名称可能会被误解为是指灭绝的乳齿象，据说是指巨大的体型(“乳齿象大小的蜥蜴”)，为一些资料中给出的错误含义。他提出了一个他认为更合适的替代名称“迷齿螈”（“Labyrinthodon”），意为其复杂迷宫状的牙齿横切面结构，乳齿龙迷宫般的内齿结构存在于多种已灭绝的两栖动物中，理查德·欧文曾于1860正式发表了迷齿亚纲这个分类单元。然而，这个“目”包含了多种没有密切联系的动物，因此该分类不再有公认的科学地位，虽然一般形式的“迷齿”仍被用作一个描述性的术语。

## 物种

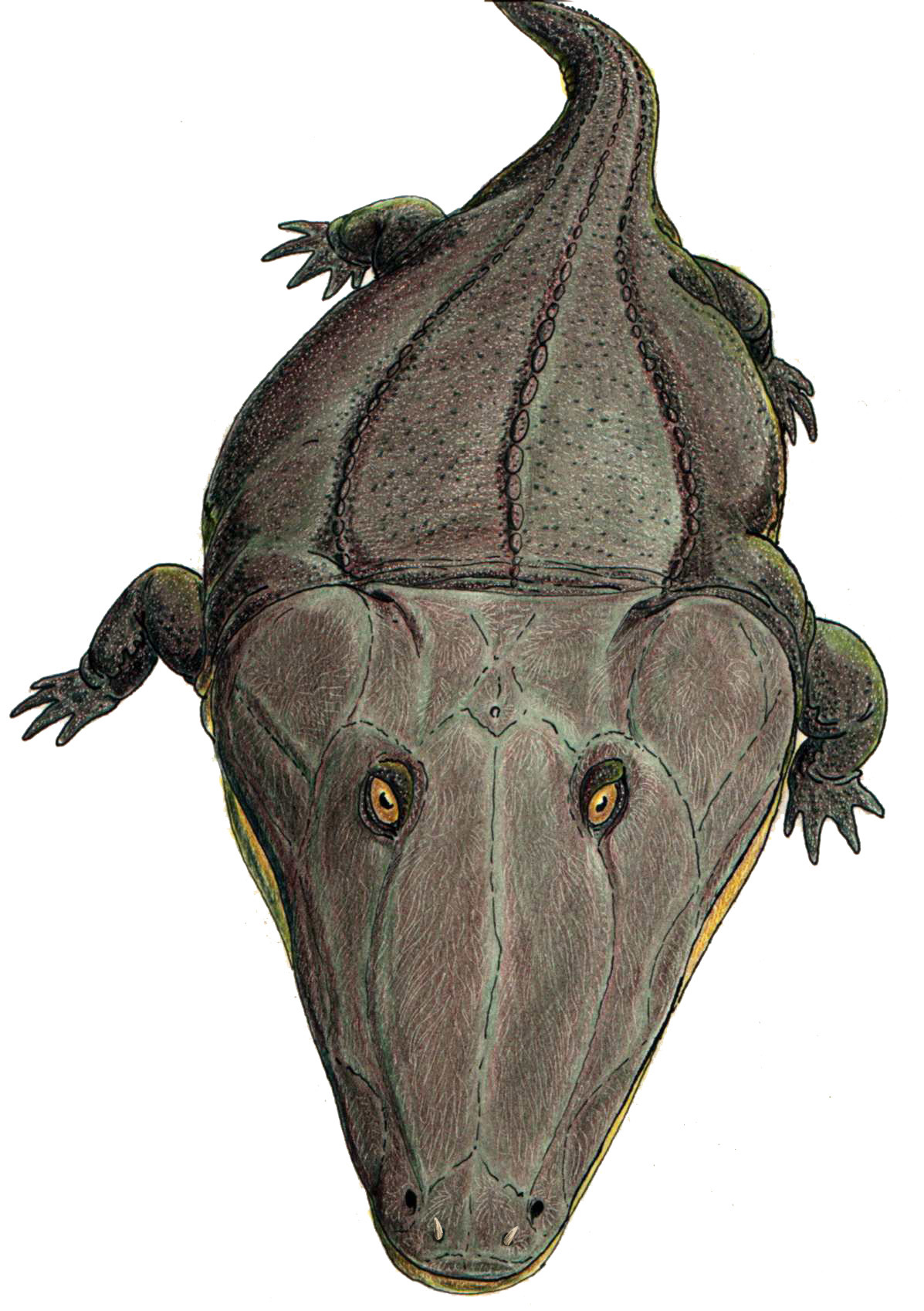
凶猛乳齿螈M. torvus的复原图

经过复杂的命名历史，证实了最初乳齿螈牙齿样本和“巨人似蝾螈螈”（“Salamandroides giganteus“）头骨部分来自同一种动物的不同个体，大多数学者将两个名称组合为“巨人乳齿螈”（Mastodonsaurus giganteus）。一项2007年由莱纳·R·肖赫 (Rainer R. Schoch)与马库斯·莫泽 (Markus Moser)的再次研究将1829年的命名历史上最早的耶氏乳齿螈（M. jaegeri）恢复为乳齿螈属的模式种，并将耶格最初发表的牙齿标本(编号：SMNS 55911）定为该种的选模（lectotype）标本，多年来，大量的物种被归属于这个属，但他们认为只有三个物种是有效的:模式种耶氏乳齿螈，最为广为人知的巨人乳齿螈（但也有可能为耶氏的老异名），两个物种皆来自欧洲；俄罗斯的凶猛乳齿螈（M. torvus），以及可能时期异名的庞大乳齿螈（M. tantus）和最巨乳齿螈（M. maximus）；可能是巨人乳齿螈异名的尖锐乳齿螈（M. acuminatus）。
1923年，一位德国古生物学家埃米尔·韦普弗（Emil Wepfer）基于靠近巴登-符腾堡卡佩尔镇的化石描述了卡氏乳齿螈（Mastodonsaurus cappelensis），来自比巨人乳齿螈年代稍早的地层。瑞典古生物学家刚纳·萨文·南贝格Gunnar Säve-Söderbergh于1935年建立了新属七蜥螈属（学名：Heptasaurus ，意为七的蜥蜴，表示其头骨上的七个开口）。肖赫认为七蜥螈是独立于乳齿螈属的一个属，基于其更小的眼眶和明显更宽的吻端，并且七蜥螈来自比乳齿螈年代更早的彩砂岩组（Buntsandstein Formation）的中上段。该观点也曾受到质疑。在最近的研究中，肖赫恢复了地质上这些更古老的物种与卡氏乳齿螈的合并，并在2008年指出，现有证据表明其与巨人乳齿螈关系密切，并在文献中将其称为“乳齿螈”。

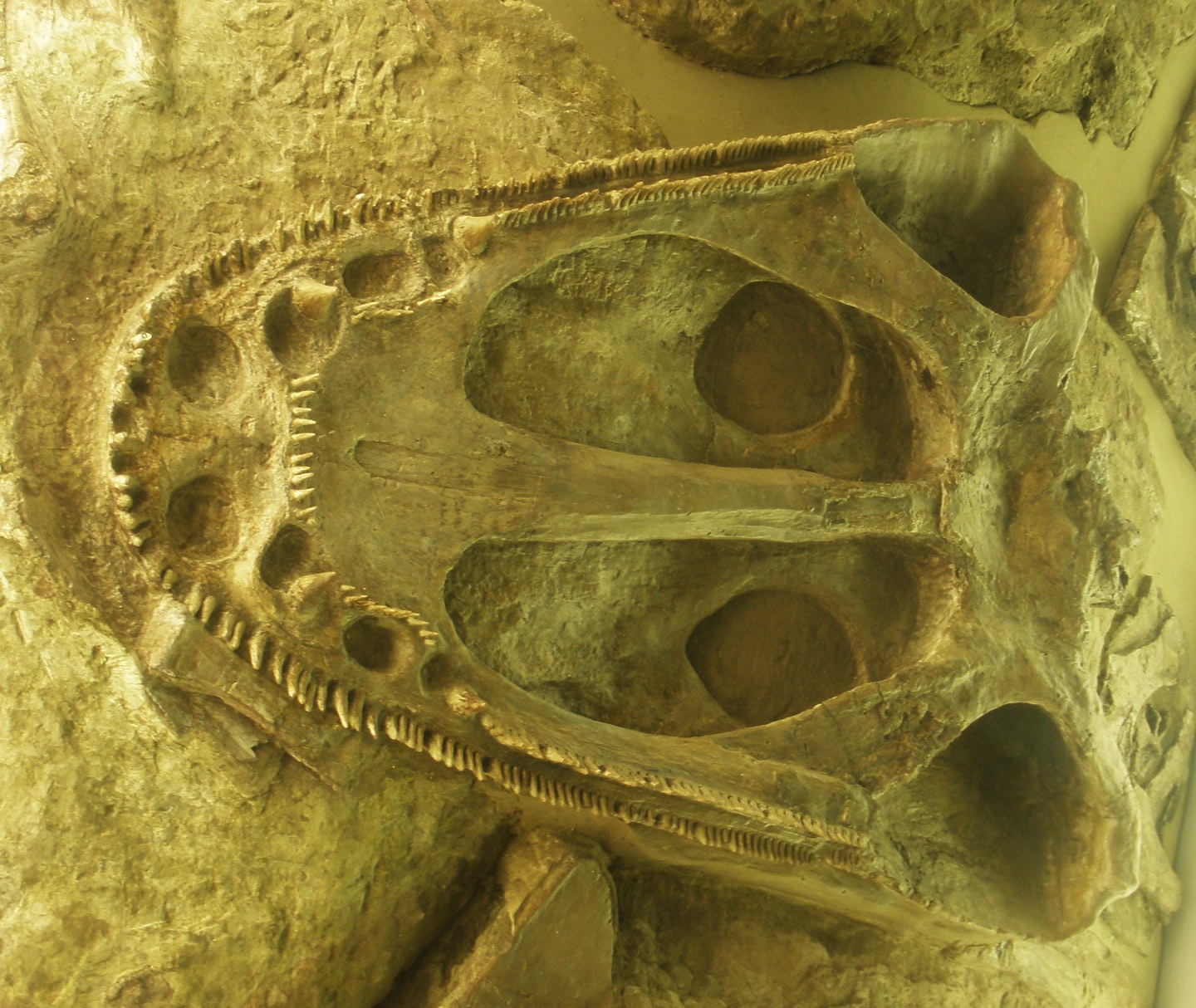
上为“乳齿螈”或卡氏七蜥螈的头骨，位于德国森根堡自然博物馆

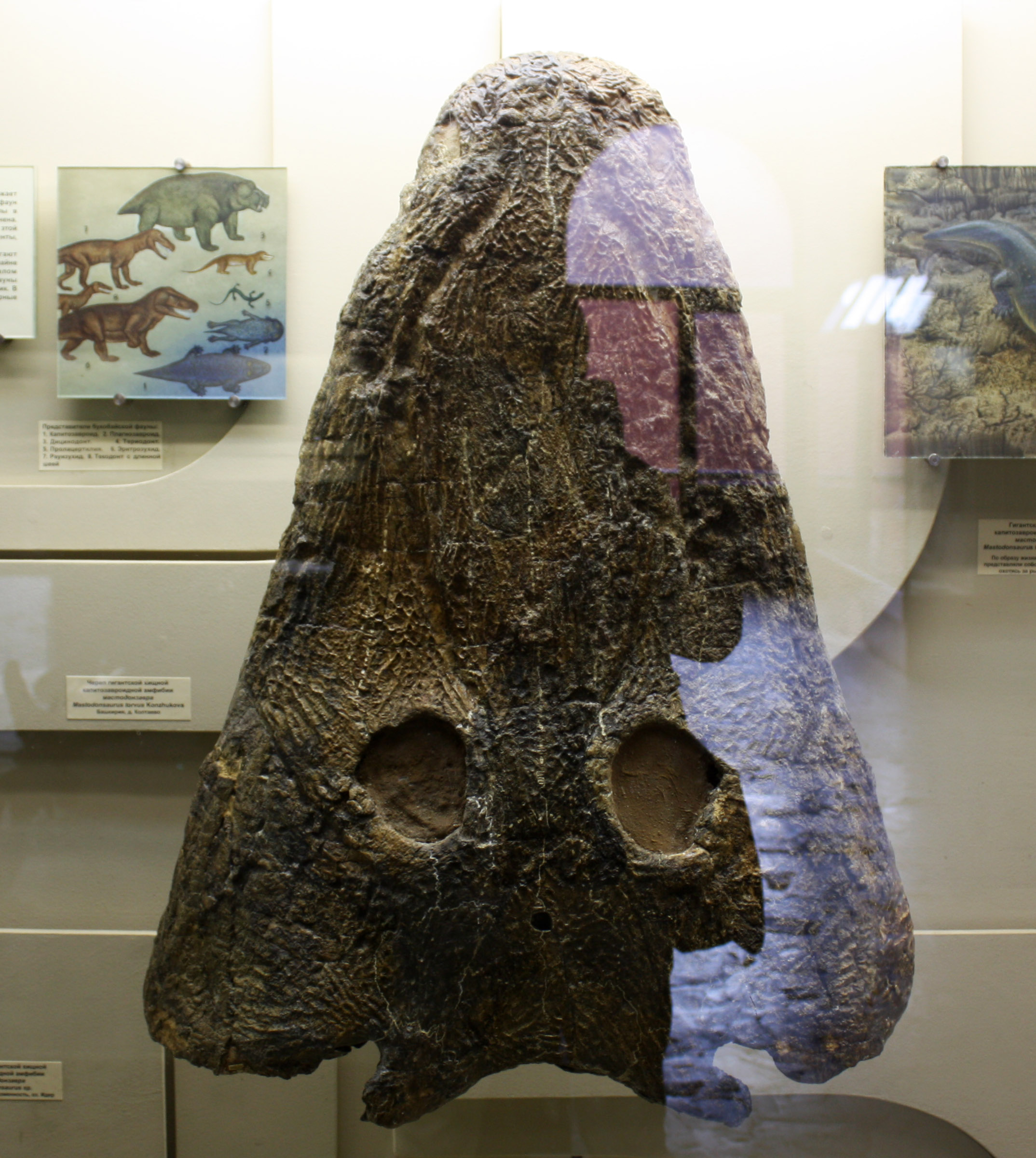
被认为属于乳齿螈的完整头骨(PIN 2867/67)发现于1972年南乌拉尔，展览于莫斯科古生物博物馆

凶猛乳齿螈（Mastodonsaurus torvus）于1955年被俄罗斯古生物学家伊莲娜·多梅特芙娜·孔朱科娃Elena Dometevna Konzhukova命名，其正模标本（编号：PIN 415/1）为一块下颌残片与其他部位的骨骼，发现于巴什科尔托斯坦共和国的科尔塔埃沃村附近，为俄罗斯被称为“乳齿螈动物群”的Bukobay Svita地层单位。在奥伦堡州及北哈萨克斯坦的中三叠世遗址还发现了巨大的乳齿螈类化石。1972年俄罗斯科学家发现了一具完整的头骨化石，长约1.25米并被标为凶猛乳齿螈，也有部分研究认为其应属于乳齿螈未定种，编号PIN 2867/67，头骨在莫斯科古生物博物馆展览。其与巨人乳齿螈的不同包括其更小的眼眶并位于头骨更靠后的位置。

### 曾被指定的物种
- 卡氏乳齿螈 Mastodonsaurus cappelensis（有效，或属与七蜥螈属）
- 瓦氏乳齿螈Mastodonsaurus vaslenensis（可能的七蜥螈类）[12]
- 颗粒乳齿螈Mastodonsaurus granulosus（斜胸螈属Plagiosternum）
- 沙乳齿螈Mastodonsaurus arenaceus（巨头螈属Capitosaurus）
- 强健乳齿螈Mastodonsaurus robustus（环耳螈属Cyclotosaurus）[12]
- 健壮乳齿螈Mastodonsaurus durus（Eupelor 宽额鲵科）[12]
- 考氏乳齿螈Mastodonsaurus keuperinus（宽额鲵属Metoposaurus与宽额鲵科未定材料）[12]
- 韦氏乳齿螈Mastodonsaurus weigelti（帕努托鳄螈Parotosuchus的异名）[12]
- 窄颚迷齿螈Labyrinthodon leptognathus（全椎亚目未定种）[17]